# Platythyrea quadridenta
Platythyrea quadridenta är en myrart som beskrevs av Horace Donisthorpe 1941. Platythyrea quadridenta ingår i släktet Platythyrea och familjen myror. Inga underarter finns listade i Catalogue of Life.